# Gone Boy
«Gone Boy» (El niño perdido en Hispanoamérica y Perdido en España) es el noveno episodio de la vigesimonovena temporada de la serie de animación televisiva Los Simpson y el episodio 627 de la serie general. Se emitió en los Estados Unidos en Fox el 10 de diciembre de 2017. El título es una burla de la novela "Gone Girl, y su adaptación cinematográfica.

## Argumento
Sideshow Bob está recogiendo basura para el servicio comunitario con otros hombres. Pero cuando terminan el trabajo, la familia Simpson lo atropella con un coche de alquiler. Después de terminar el tiempo de alquiler y el combustible, Homer va con Bart a jugar. Sin embargo, Bart necesita orinar y se va al bosque, cayendo por una alcantarilla.
La familia y el Departamento de Policía de Springfield comienzan a buscar en el bosque, pero el Chief Wiggum y sus compañeros fracasan como de costumbre. Bart se encuentra en una especie de búnker, donde encuentra equipo electrónico, que parece ser una instalación militar. La gente comienza a buscarlo, incluyendo a Sideshow Bob, Shaquille O'Neal, y a los otros detenidos.
Bart intenta escapar, pero la escalera cede. Encuentra un teléfono, pero en vez de pedir ayuda, llama a Moe para una broma. Milhouse encuentra la entrada, pero no le ayuda. La noticia dice que está muerto, pero Milhouse no trae las buenas noticias, a favor del afecto de Lisa.
El Actor Secundario Bob tiene problemas para aceptarlo y Bart llama a Marge confirmando que está vivo. Cuando Milhouse sale de la casa, Bob aparece convenciéndolo de que se lo lleve a Bart con la familia justo detrás. Bob empuja a Milhouse por la alcantarilla y luego lo sigue inmediatamente. Homero y el abuelo no los vuelven a encontrar mientras Bob los ata a un misil y trata de lanzarlos y matar a ambos. Pronto comienza a arrepentirse y los salva por consejo del terapeuta de la prisión. En cuanto al cohete Norad, se estrella cerca de las otras esculturas mientras la gente se ríe del nombre Norad.
De vuelta en la cárcel, el actor secundario Bob está recibiendo su terapia en la cárcel diciendo que le irá bien cuando cumpla su sentencia de por vida. El terapeuta de la prisión continuará la sesión en diferentes momentos cuando las luces parpadeando lo hace tirar los archivos de los otros prisioneros.
Muchos años después, Sideshow Bob se ha retirado a un faro en algún lugar como un cartero entrega su correo. Todavía se está volviendo loco por matar a Bart, donde su mensaje en la arena de la playa sigue siendo lavado por las mareas. El cartero dice que no oiría su despotricar si consiguiera un buzón. El Actor Secundario Bob considera seguir ese consejo.

## Recepción
Dennis Perkins de The A.V. Club dio a este episodio una B+, afirmando, "Una narrativa coherente a través de la verificación de línea. Cuidadosamente nutrido extendió gags-check. Líneas que me hacían reír a carcajadas, un puñado de cheques. Si a eso le sumamos una refrescante falta de chistes atonales que o bien violan el espíritu del espectáculo o complacen gloriosamente a la cultura pop efímera, e incluso una broma de sofá navideño medio decente, me di cuenta de que, al final de "Gone Boy", me lo había pasado uniformemente bien viendo "Los Simpson".
Tony Sokol de Den of Geek dio el episodio 3/5 estrellas, diciendo, "La premisa prometida ("Eso no puede ser correcto", podría decir Groucho Marx) por el título de Los Simpson temporada 29, episodio 9, "Gone Boy", habría sido una ofrenda mucho más original de la serie. El libro y la película Gone Girl trataba sobre una esposa desaparecida, que vivía una doble vida tan duplicista, que nadie quería creer que el sospechoso más obvio, su marido, era en realidad el asesino, sólo ella había muerto. Bart Simpson vive una vida duplicada y todo el mundo creería que su némesis mortal no habría tenido más remedio que matar al niño. El Actor Secundario Bob fue visto cerca de la escena del crimen, asociándose con rastrillos conocidos, del chico, Bart Simpson, que juró matar. Bart, por supuesto, es un maestro bromista y no hubiéramos tenido tanta simpatía por él hasta que apareció de nuevo".
"Gone Boy" obtuvo una puntuación de 2,3 con una acción de 8 y fue visto por 6,06 millones de personas, lo que lo convierte en el programa mejor valorado de Fox de la noche.